# Kazuhiko Takemoto
Kazuhiko Takemoto (født 22. november 1955) er en tidligere japansk fodboldspiller og træner.
Han har tidligere trænet Gamba Osaka og Kashiwa Reysol.